# Madona Svatotomášská
Madona z kostela svatého Tomáše v Brně (Praha?, 1420-1440) pochází údajně z kaple Panny Marie augustiniánského klášterního kostela sv. Tomáše v Brně. V současnosti je obraz vystaven v Moravské galerii ve stálé expozici „Umění od gotiky po 19. století“. Informace týkající se tohoto obrazu se často zaměňují s informacemi o raně gotické ikoně Madoně Svatotomské, která pochází ze stejného kostela. Druhý obraz je rovněž označován jako Černá madona, Bohorodička svatotomská, Madona Tomská, Madona Brněnská, Palladium města Brna či Perla Moravy.

## Historický kontext
Na přelomu 80. a 90. let 14. století se v okruhu pražského dvora objevuje tzv. krásný sloh, který ovlivnil celé středoevropské umění a setrvává zde zhruba po tři desetiletí do nástupu husitských válek. Praha, někdejší střed říše římské národa německého, začíná ztrácet toto postavení i svou moc, a to zejména po r. 1410. Poté částečně mizí objednavatelé investující do umění i umění samo. Pro raná pražská díla (konec 14. století) je typická lyričnost, uhlazenost, stylizace figury do formy ideálu a zaměření se na estetické aspekty díla. Pryč je naturalismus a patos uplatňovaný v předchozích etapách vývoje malířství. Typický je nezájem o konkrétní prostor děje, neafektovaný výraz postav, estetizace látky oděvů, jemné podání a měkké difuzní světlo.
Deskové malby z prvních dvou desetiletí 15. století byly určeny zejména pro mimopražské chrámy a vývoz. Probíhá zde decentralizace umělecké tvorby a vznikají malířské dílny mimo oblast Prahy, zejména v Jižních Čechách a na Moravě. V obrazech lze spatřit větší příklon ke středověké vizualitě, hojně se rozšiřuje typ obrazu Madon s figurálně zdobeným rámem. Takovéto rámy gotických mariánských obrazů jsou považovány za české specifikum (jedná se údajně o 28 obrazů s figurálně zdobenými rámy), odkazující k italo-byzantské tradici. Jaroslav Pešina v nich vidí hlavní byzantizující motiv krásného slohu, potvrzující tehdejší politickou podporu scelování slovanského světa pod byzantský kulturní okruh. Výrazný je rovněž přesun těžiště obrazu od estetičnosti ke zdůraznění náboženského obsahu. Objevují se zde však silné formalistní tendence a styl se brzy vyčerpává.
Děl z tohoto období není dochováno mnoho, jedná se zejména o drobné obrázky určené pro soukromou zbožnost a polopostavy Madon, které se podařilo zachránit před obrazoborectvím první reformace. Husité odsuzovali přílišnou přepychovost kostelů a estetičnost krásného slohu, který namísto uctívání jediného Boha vedl spíše k uctívání nádherných obrazů jen pro ně samé a jejich krásu. Reformační hlasy kritizují starý přejemnělý a estetizující režim a požadují vnitřní ideové zaměření a ptají se po společenské funkci věcí. „Obrazům se vytýká, že jsou krásné.“ Lid je nabádán k tomu, aby vyčistil chrámy, jimž má vládnout Slovo, jež bylo na počátku u Boha. V rámci tohoto kontextu a detailů popsaných níže, lze obraz považovat za téměř didaktický. Legitimizuje zobrazení četnými odkazy k prvotnímu křesťanství, čímž zároveň zdůrazňuje svoji historii.

## Obraz Madony svatotomášské

### Historie díla
Obraz pravděpodobně patřil k původnímu vybavení kostela svatého Tomáše, stojícího na jižní části Moravského náměstí v Brně, spolu s obrazem Madony svatotomské (datace neurčena, obraz je dnes umístěn v bazilice Nanebevzetí Panny Marie poblíž Mendlova náměstí) a kamennou sochou Piety, datovanou cca do roku 1380. Příběh obrazu je nejasný, doložené je jeho darování z pozůstalosti malíře Flaxmanna do muzea arcivévody Rainera v Brně, odtud se obraz dostal do sbírek Moravské galerie, datace získání tohoto díla se ovšem liší.
Pro viditelnou snahu přiblížení obrazu reformačním ideálům je Milenou Bartlovou navrhována jeho datace až po uklidnění ikonoklastických bouří a umírnění názorů, tedy do 2. poloviny 30. let 15. století, tuto dataci také přejímá Moravská galerie a prof. Jiří Kroupa s Michaelou Šeferisovou Loudovou.

### Technologická specifikace
Jedná se o gotický deskový obraz na podložce z lipového dřeva s původním rámem o celkových rozměrech 62,4 x 49,8 cm. Přední strana podložky je potažena plátnem, reversní strana pergamenem. Jedná se o malbu temperou doplněnou zlacením a puncováním (dva andělé korunující Madonu, dva andělé hrající na hudební nástroje, holubice Ducha Svatého, polopostavy apoštolů na rámu obrazu). Díky svému vzhledu i použité technologii je obraz často srovnáván s Madonou ze Svojšína. Tento brněnský exponát je považován za inspirovaný výše zmíněnou Madonou a je rovněž méně kvalitně proveden. Obraz byl restaurován Bohuslavem Slánským v roce 1935 a poté Hedvikou Böhmovou-Hájkovou roku 1961. Malba je dosti poškozena, ovšem zlatnické prvky jsou velmi zachovalé a kvalitní.

### Popis obrazu
Jedná se o typ kombinované Mariiny figury držící Krista nabízeného k adoraci – hlava madony odpovídá typu Regina (vládnoucí – koruna) a tělo typu Beata (trpící). Příčina této kombinace není známa. Marie je obklopena puncovanými anděly, kteří ji korunují královnou nebes a dalšími, kteří hrají na hudební nástroje (u jednoho z nich lze rozeznat loutnu). Právě motiv muzicírujících andělů je značně netradiční a nenachází se ani na desce Madony ze Svojšína, které se jinak Madona od svatého Tomáše silně podobá. V levém horním rohu se nachází Bůh otec s nápisem, odkazujícím na Kristův křest v Jordáně. Pod ním se nalézá puncovaná holubice Ducha svatého. Zbylá plocha obrazu je upravena dále nedekorovaným zlacením.
Na rámu se nachází 12 puncovaných apoštolů, s výroky Kréda. Poukázání na křest Kristův odpovídá malovaná postava Jana Křtitele na rámu obrazu. Dalšími namalovanými jsou sv. Anna samodruhá (malá Pana Marie), Jan Evangelista (číše vína), Jan Křtitel (kožešina, nápis), sv. Ondřej (kříž ve tvaru „X“) a čtyři světice: sv. Dorota (koš, koruna), sv. Apolena (kříž, koruna), sv. Máří Magdalena (šátek na hlavě) a sv. Voršila (šíp, koruna). Vyobrazení světců na rámu zpravidla odpovídá zasvěcení kostela, či oltáře, pro který byl objekt určen. Apoštoly vyskytující se samostatně nebo vícekrát (zde sv. Ondřej) lze považovat za patrony či donátory díla, nebo oltáře, na kterém bylo dílo umístěno. A to zejména, pokud jsou zobrazeni uprostřed horní či dolní lišty rámu. Světice umístěné na mariánských obrazech dokazují čistotu a neposkvrněnost Pany Marie, čímž se z ní stává Regina Virginum.
Typ madony, pojednání hlavní plochy i vyobrazení puncovaných apoštolů odpovídají Madoně svojšínské. Kolorit a způsob modelace je blízký Madoně vyšebrodské. Veraikon na druhé straně desky je až na detaily přesnou kopií veraikonu svatovítského, rozdílná je jeho barevnost a způsob modelace.

### Ikonografický rozbor díla

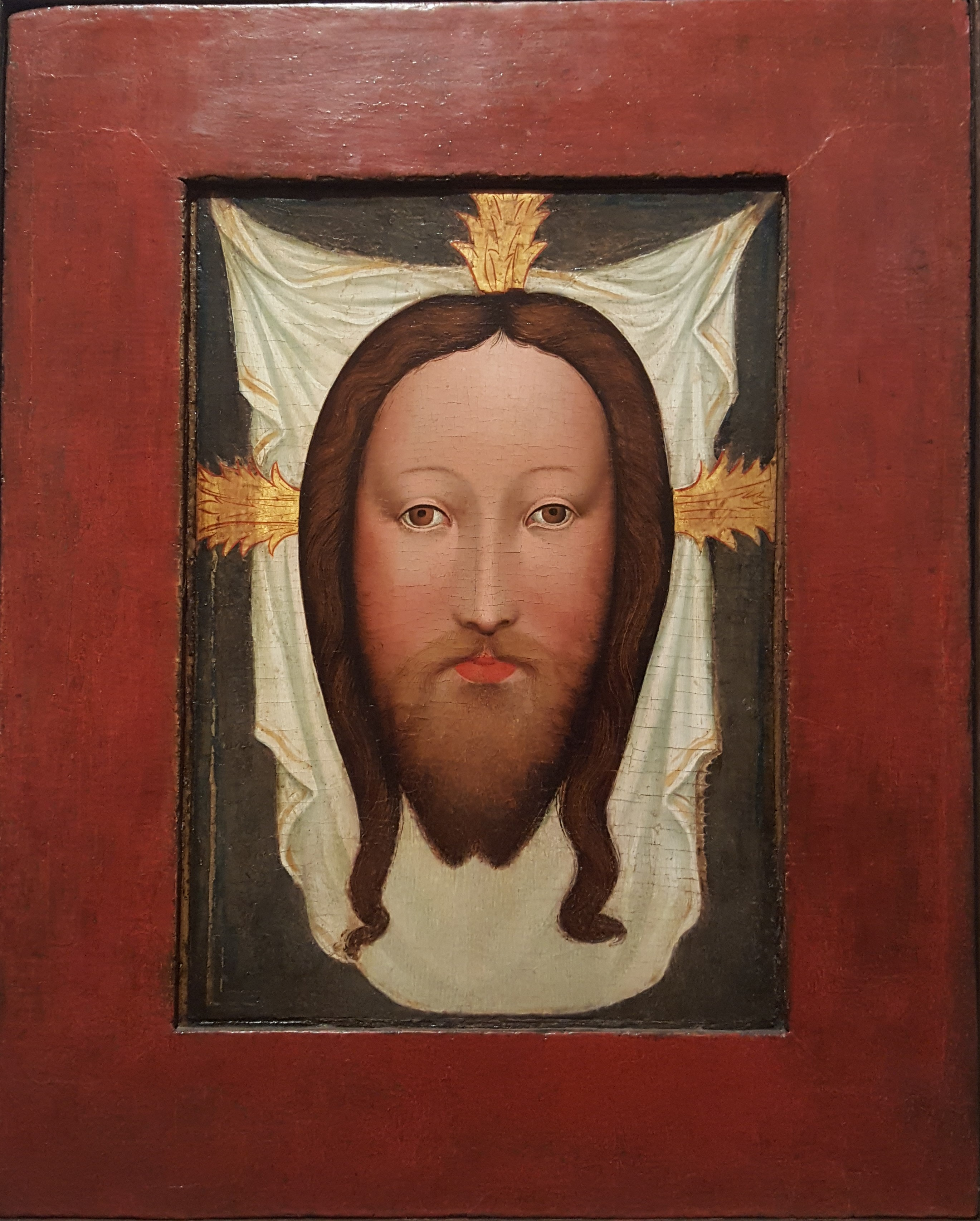
Revers obrazu - Veraikon

Rám obrazu zdobí polopostavy apoštolů, seřazené proti směru hodinových ručiček od pravého horního rohu, podle pořadí, ve kterém vyřkli části apoštolského vyznání víry – Kréda. Na rámu se nacházejí rovněž ženské figury. Toto zobrazení je ojedinělé, přestože lze určit společné znaky s deskovou malbou Madony anglické královny a Madony vyšebrodské.
Těžištěm obrazu je znázornění vtělení Krista. Zobrazení Boha Otce s nápisem má legitimovat vtělení Kristovo, zapříčiněné Bohem Otcem. Marie, vystavující Krista k adoraci, je korunovanou královnou nebes a rovněž Ekklésií (v doslovném smyslu společenství Kristových učedníků) reprezentující církev a křesťanskou obec. Marie na obraze zastupuje lidskou podstatu Krista.
Světci na rámu jsou svědky božího působení na zemi prostřednictvím Krista a zároveň zástupci výše zmíněného společenství. Polofigura Boha Otce s úryvkem biblického textu „Hic est filius meus dilectus in quo mihi bene complacui ipsum audite“ dosvědčuje, že dítě je zároveň Bohem. Skutečnost vtělení Božího je stvrzena Veraikonem (tzv. Veroničina rouška) pravou, rukou nevytvořenou podobou Krista. Tato shledávaná zvýšená autenticita obrazů Pany Marie a Veraikonu (vykládány téměř jako portréty) je důvodem jejich zvláštní hodnotové pozice a vyšší relevantnosti jejich sdělení a posvátnosti jejich povahy.
Puncováním jsou zde zobrazeny věci nehmotné. Duch svatý ve formě ptáka umístěného pod Hospodinovým svitkem reprezentuje dogma nejsvětější trojice. Puncováním jsou rovněž zobrazeni andělé a apoštolové (nositelé ducha svatého), kteří třímají v rukou pásky Kréda (vyznání víry proslovené při sestoupení Ducha svatého známé také jako Letnice). Tyto didaktické prvky obrazu podle Bartlové (2001) odkazují k Zikmundovské restauraci, kdy byla na popud českých reformačních proudů zdůrazněna biblická opodstatněnost zobrazovaných výjevů. Jak popisuje Jaromír Homolka: „Jako by se tu, na malé ploše milostného obrazu, opět uplatňovala stará středověká tendence po hieraticky pojaté ikonografické úplnosti.“ Navíc určuje postoj objednavatelů tohoto a podobných obrazů jako umírněný utrakvistický a tedy ne striktně katolický, což by nahrávalo době zklidnění po vlně husitského obrazoborectví.

### Účel obrazu
Artefakty, tvořící součást zařízení kostelů nelze považovat za samoúčelná umělecká díla, jelikož byla od počátku koncipována jako složka komplexního zařízení chrámu. Jejich umístění a funkci se tak podřizovala jejich vyobrazení (a často i ikonografie). Tento typ deskového obrazu není určen k zavěšení na zeď, jak napovídá umělecky pojednaná zadní strana obrazu (zde se jedná o Veraikon, jindy např. o imitaci vzácného materiálu (mramorování), či potažení zadní strany zlatou či stříbrnou fólií). Realizace zadní strany se vždy vztahovala k přední části obrazu a často byla při restaurátorských zásazích odstraněna. Celek zde připomíná spíše přenosný oltářní předmět. Je možné, že takovéto desky samotné mohly zastupovat oltář a mohla u nich být sloužena mše.
Milena Bartlová uvádí, že byl obraz používán na oltářní mense, otočený Veraikonem k publiku. Pravé podoby (Veraikony, vera effigies) se těší velké úctě, jelikož jsou považovány za pravé relikvie přestože neuchovávají ostatek ale podobu. Podoba měla ve středověku význam adekvátní jiné relikvii. Obraz sloužil jako náhrada za retabulum poškozené během husitské revoluce a s ní spojeného ikonoklasmu. Výběr světců vyobrazených na rámu odpovídá zasvěcení oltářů v kostele, na kterých bylo možné tento objekt používat k liturgii – tehdy byl otočen stranou s Madonou k divákům. Námět přední strany s vyobrazením Pany Marie byl didaktickým nástrojem, který sděloval, jakým způsobem má být chápáno církevní společenství a svátost eucharistie – tedy pojímal Marii jako rodičku Boží i královnu nebes, Krista jako vtělení Boha otce, který se počal z Marie díky seslání ducha svatého a apoštoly jako nositele ducha svatého a svědky těchto událostí.

## Příbuzná díla
- Madona svojšínská
- Madona anglické královny, okruh Svatojakubského oltáře
- Veraikon z katedrály sv. Víta v Praze
- relikviářový rám z Roudnice
- Madona vyšebrodská

### Provázanost Madony z kostela sv. Tomáše a jí příbuzných děl
Mojmír Hamsík navrhl spojit v jeden dílenský celek Veraikon svatovítský, Madonu svojšínskou, Madonu z kostela sv. Tomáše a relikviářový rám z Roudnice. A to zejména díky technologickému rozboru děl a společným rysům vybraných dvojic z dříve jmenovaných děl. Díky nedostatku relevantních informací však panují neshody mezi tím, zda se opravdu jednalo o jednu dílnu a podobné prvky na dvojicích děl značí její postupnou, přesto integrální proměnu zobrazování, či zda se jedná o více pražských dílen, které se ovlivňovaly, či měly přístup ke stejným technologiím a tvořily v podobném duchu.